# Poil de nez

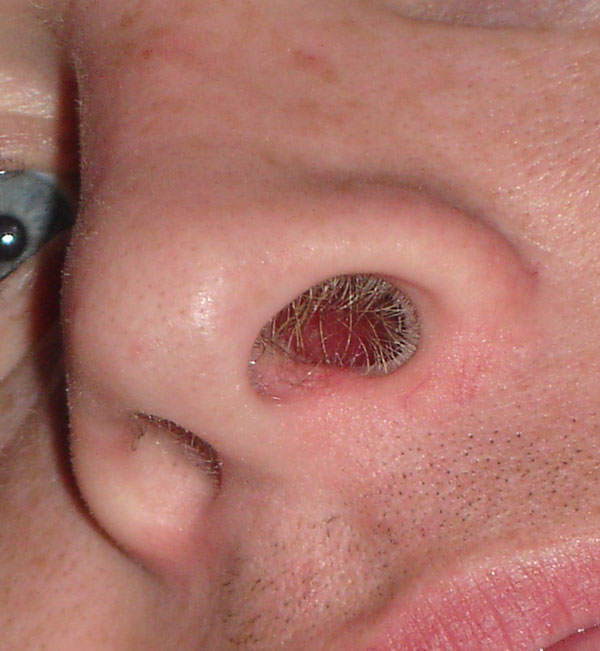
Poil de nez.

Les poils de nez ou poils du nez sont les poils situés dans le nez. Chez l'humain adulte, ces poils se trouvent dans le passage nasal qui relie la cavité nasale aux sinus paranasaux. Ils peuvent être rasés ou épilés avec des outils créés spécialement à cet usage (pince à épiler ou tondeuse sans fil).
Leur fonction est d'empêcher les insectes et les particules étrangères de pénétrer dans la cavité nasale. De ce fait, il est déconseillé de se les arracher.
Synonyme : vibrisses, par référence aux organes sensoriels de certains animaux, les moustaches du chat, par exemple.

## Culture populaire
Les poils de nez sont mis en valeur dans le manga parodique Bobobo-bo Bo-bobo par le biais du Hanage Shinken, l'art martial ancestral des poils de nez.

## Fonction
Les poils du nez servent à filtrer l'air entrant dans la cavité nasale.
Ils retiennent certains microbes, les poussières, les pollens et de nombreuses particules sources d'allergies.